# NGC 2324
NGC 2324 ist ein offener Sternhaufen vom Typ II2r im Sternbild Monoceros südlich des Himmelsäquators. Der Haufen hat einen Durchmesser von 8 Bogenminuten und eine scheinbare Helligkeit von 8,4 mag.
Entdeckt wurde das Objekt am 27. Dezember 1786 vom deutsch-britischen Astronomen William Herschel.